# Liste des chapelles de l'Isère
La liste des chapelles de l'Isère présente les chapelles de culte catholique situées sur le territoire des communes du département français l'Isère. Il est fait état des diverses protections dont elles peuvent bénéficier, et notamment les inscriptions et classements au titre des monuments historiques.
Toutes sont situées dans le diocèse de Grenoble-Vienne.

## Liste
| Chapelle                                                                                      | Commune                          | Adresse                                          | Coordonnées                      | Notice         | Protection                                                   | Date | Illustration                                                                 |
| --------------------------------------------------------------------------------------------- | -------------------------------- | ------------------------------------------------ | -------------------------------- | -------------- | ------------------------------------------------------------ | ---- | ---------------------------------------------------------------------------- |
| Chapelle Notre-Dame-des-Grâces d'Allemond                                                     | Allemond                         |                                                  | 45° 08′ 17″ nord, 6° 02′ 38″ est |                |                                                              |      | Image manquante Téléverser                                                   |
| Chapelle Saint-Joseph d'Allevard                                                              | Allevard                         |                                                  | 45° 23′ 40″ nord, 6° 04′ 27″ est |                |                                                              |      | Image manquante Téléverser                                                   |
| Chapelle Notre-Dame-de-Pitié d'Anjou                                                          | Anjou                            |                                                  | 45° 20′ 57″ nord, 4° 52′ 38″ est |                |                                                              |      | Chapelle Notre-Dame-de-Pitié d'Anjou                                         |
| Chapelle du château Avril                                                                     | Arzay                            |                                                  | 45° 26′ 52″ nord, 5° 10′ 09″ est |                |                                                              |      | Chapelle du château Avril                                                    |
| Chapelle du Cert                                                                              | Auris                            |                                                  | 45° 02′ 25″ nord, 6° 04′ 46″ est |                |                                                              |      | Image manquante Téléverser                                                   |
| Chapelle Notre-Dame-de-Pitié d'Auris                                                          | Auris                            |                                                  | 45° 02′ 43″ nord, 6° 05′ 32″ est |                |                                                              |      | Image manquante Téléverser                                                   |
| Chapelle Notre-Dame-des-Anges des Cours                                                       | Auris                            |                                                  | 45° 03′ 03″ nord, 6° 05′ 06″ est |                |                                                              |      | Image manquante Téléverser                                                   |
| Chapelle Saint-Antoine de la Balme                                                            | Auris                            |                                                  | 45° 02′ 10″ nord, 6° 04′ 54″ est |                |                                                              |      | Image manquante Téléverser                                                   |
| Chapelle Saint-Giraud de Combe Chave                                                          | Auris                            |                                                  | 45° 03′ 11″ nord, 6° 05′ 33″ est |                |                                                              |      | Image manquante Téléverser                                                   |
| Chapelle Saint-Ilpize-et-Saint-Argon de Cluy                                                  | Auris                            |                                                  | 45° 03′ 39″ nord, 6° 06′ 02″ est |                |                                                              |      | Image manquante Téléverser                                                   |
| Chapelle d'Avignonet                                                                          | Avignonet                        |                                                  | 44° 57′ 20″ nord, 5° 41′ 16″ est |                |                                                              |      | Image manquante Téléverser                                                   |
| Chapelle Saint-Michel de Balbins                                                              | Balbins                          |                                                  | 45° 23′ 49″ nord, 5° 13′ 58″ est |                |                                                              |      | Image manquante Téléverser                                                   |
| Chapelle Sainte-Catherine du fort Barraux                                                     | Barraux                          |                                                  | 45° 26′ 07″ nord, 5° 59′ 14″ est |                |                                                              |      | Chapelle Sainte-Catherine du fort Barraux                                    |
| Chapelle Saint-Jaime du Gua                                                                   | Beaulieu                         |                                                  | 45° 11′ 35″ nord, 5° 23′ 32″ est |                |                                                              |      | Image manquante Téléverser                                                   |
| Chapelle du couvent des Carmes de Beauvoir-en-Royans                                          | Beauvoir-en-Royans               |                                                  | 45° 07′ 18″ nord, 5° 20′ 23″ est |                |                                                              |      | Chapelle du couvent des Carmes de Beauvoir-en-Royans                         |
| Chapelle Sainte-Catherine du château delphinal                                                | Beauvoir-en-Royans               |                                                  | 45° 07′ 20″ nord, 5° 20′ 22″ est |                |                                                              |      | Chapelle Sainte-Catherine du château delphinal                               |
| Chapelle Notre-Dame-de-la-Salette, église paroissiale Saint-Saturnin de Bellegarde            | Bellegarde-Poussieu              |                                                  | 45° 23′ 10″ nord, 4° 57′ 42″ est |                |                                                              |      | Image manquante Téléverser                                                   |
| Chapelle Notre-Dame-de-Pitié et Notre-Dame-des-Sept-Douleurs de Besse                         | Besse                            |                                                  | 45° 04′ 22″ nord, 6° 10′ 05″ est |                |                                                              |      | Image manquante Téléverser                                                   |
| Chapelle Saint-Fabien, Saint-Roch-et-Saint-Sébastien de Bonnefin                              | Besse                            |                                                  | 45° 04′ 56″ nord, 6° 10′ 38″ est |                |                                                              |      | Image manquante Téléverser                                                   |
| Chapelle Saint-Pierre-Saint-Paul de Haut-Biol                                                 | Biol                             |                                                  | 45° 30′ 18″ nord, 5° 22′ 20″ est |                |                                                              |      | Image manquante Téléverser                                                   |
| Chapelle de la commanderie des Antonins de Bourgoin-Jallieu                                   | Bourgoin-Jallieu                 |                                                  | 45° 35′ 12″ nord, 5° 16′ 44″ est |                |                                                              |      | Chapelle de la commanderie des Antonins de Bourgoin-Jallieu                  |
| Chapelle de Mozas                                                                             | Bourgoin-Jallieu                 |                                                  | 45° 36′ 53″ nord, 5° 16′ 38″ est |                |                                                              |      | Image manquante Téléverser                                                   |
| Chapelle des Angonnes                                                                         | Brié-et-Angonnes (Angonnes)      |                                                  | 45° 08′ 22″ nord, 5° 46′ 40″ est |                |                                                              |      | Chapelle des Angonnes                                                        |
| Chapelle Notre-Dame de Milin                                                                  | Burcin                           |                                                  | 45° 26′ 54″ nord, 5° 27′ 19″ est |                |                                                              |      | Chapelle Notre-Dame de Milin                                                 |
| Chapelle Notre-Dame-de-la-Salette de Cessieu                                                  | Cessieu                          |                                                  | 45° 34′ 09″ nord, 5° 22′ 31″ est |                |                                                              |      | Image manquante Téléverser                                                   |
| Chapelle Saint-Joseph de Cessieu                                                              | Cessieu                          |                                                  | 45° 34′ 16″ nord, 5° 22′ 53″ est |                |                                                              |      | Image manquante Téléverser                                                   |
| Chapelle Saint-Clair de Mianges                                                               | Chamagnieu                       |                                                  | 45° 41′ 55″ nord, 5° 10′ 25″ est | « IA38000024 » |                                                              |      | Chapelle Saint-Clair de Mianges                                              |
| Chapelle Notre-Dame des-Autels de Champ-sur-Drac                                              | Champ-sur-Drac                   |                                                  | 45° 03′ 12″ nord, 5° 42′ 54″ est |                |                                                              |      | Image manquante Téléverser                                                   |
| Chapelle Saint-Blaise de Champ-sur-Drac                                                       | Champ-sur-Drac                   |                                                  | 45° 04′ 15″ nord, 5° 43′ 54″ est |                |                                                              |      | Chapelle Saint-Blaise de Champ-sur-Drac                                      |
| Chapelle des Missions de Champier                                                             | Champier                         |                                                  | 45° 27′ 09″ nord, 5° 17′ 43″ est |                |                                                              |      | Image manquante Téléverser                                                   |
| Chapelle Saint-Marcellin de Flévin                                                            | Champier                         |                                                  | 45° 26′ 29″ nord, 5° 18′ 27″ est |                |                                                              |      | Image manquante Téléverser                                                   |
| Chapelle Notre-Dame-des-Neiges du Recoin                                                      | Chamrousse                       |                                                  | 45° 07′ 24″ nord, 5° 52′ 39″ est |                |                                                              |      | Image manquante Téléverser                                                   |
| Chapelle Saint-Sauveur des Siauds                                                             | Chantelouve                      |                                                  | 44° 59′ 43″ nord, 5° 58′ 19″ est |                |                                                              |      | Image manquante Téléverser                                                   |
| Chapelle Saint-Joseph du Guillermet                                                           | Charavines                       |                                                  | 45° 24′ 42″ nord, 5° 31′ 59″ est |                |                                                              |      | Image manquante Téléverser                                                   |
| Chapelle de la Craz                                                                           | Charette                         |                                                  | 45° 48′ 11″ nord, 5° 20′ 49″ est |                |                                                              |      | Image manquante Téléverser                                                   |
| Chapelle Saint-Alban de la Faitas                                                             | Chasselay                        |                                                  | 45° 16′ 17″ nord, 5° 19′ 46″ est |                |                                                              |      | Image manquante Téléverser                                                   |
| Chapelle de Chatte                                                                            | Chatte                           |                                                  | 45° 08′ 49″ nord, 5° 16′ 51″ est |                |                                                              |      | Chapelle de Chatte                                                           |
| Chapelle Sainte-Philomène de Chatte                                                           | Chatte                           |                                                  | 45° 08′ 43″ nord, 5° 16′ 13″ est |                |                                                              |      | Chapelle Sainte-Philomène de Chatte                                          |
| Chapelle Notre-Dame-de-Lourdes de Chevrières                                                  | Chevrières                       |                                                  | 45° 10′ 51″ nord, 5° 17′ 20″ est |                |                                                              |      | Chapelle Notre-Dame-de-Lourdes de Chevrières                                 |
| Chapelle Saint-Maxime de Chuzelles                                                            | Chuzelles                        | Chemin de la chapelle                            | 45° 33′ 28″ nord, 4° 52′ 35″ est |                |                                                              |      | Chapelle Saint-Maxime de Chuzelles                                           |
| Chapelle Saint-Hugon de Saint-Hugon                                                           | Châtonnay                        |                                                  | 45° 28′ 26″ nord, 5° 10′ 12″ est |                |                                                              |      | Image manquante Téléverser                                                   |
| Chapelle Notre-Dame-de-l'Assomption de Clavans-le-Haut                                        | Clavans-en-Haut-Oisans           |                                                  | 45° 05′ 03″ nord, 6° 09′ 49″ est |                |                                                              |      | Image manquante Téléverser                                                   |
| Chapelle Saint-Antoine de Longefonds                                                          | Clelles                          |                                                  | 44° 48′ 40″ nord, 5° 38′ 13″ est |                |                                                              |      | Image manquante Téléverser                                                   |
| Chapelle de l'Institution Montfleury de Corenc                                                | Corenc                           |                                                  | 45° 12′ 44″ nord, 5° 45′ 00″ est |                |                                                              |      | Chapelle de l'Institution Montfleury de Corenc                               |
| Chapelle Saint-Roch de Corps                                                                  | Corps                            |                                                  | 44° 48′ 57″ nord, 5° 56′ 40″ est |                |                                                              |      | Chapelle Saint-Roch de Corps                                                 |
| Chapelle Saint-Dominique du collège des Dominicains de Coublevie                              | Coublevie                        |                                                  | 45° 21′ 07″ nord, 5° 36′ 43″ est |                |                                                              |      | Image manquante Téléverser                                                   |
| Chapelle Sainte-Croix de la chartreuse de Beauregard de Coublevie                             | Coublevie                        |                                                  | 45° 21′ 18″ nord, 5° 37′ 35″ est |                |                                                              |      | Image manquante Téléverser                                                   |
| Chapelle Saint-Jean-Baptiste de Cour-et-Buis                                                  | Cour-et-Buis                     |                                                  | 45° 26′ 21″ nord, 5° 02′ 36″ est |                |                                                              |      | Image manquante Téléverser                                                   |
| Chapelle du manoir de Tirieu                                                                  | Courtenay                        |                                                  | 45° 42′ 35″ nord, 5° 22′ 35″ est |                |                                                              |      | Image manquante Téléverser                                                   |
| Chapelle Saint-Roch de Courtenay                                                              | Courtenay                        |                                                  | 45° 43′ 41″ nord, 5° 23′ 02″ est |                |                                                              |      | Image manquante Téléverser                                                   |
| Chapelle Sainte-Anne de Malville                                                              | Creys-Mépieu                     |                                                  | 45° 44′ 59″ nord, 5° 28′ 59″ est |                |                                                              |      | Image manquante Téléverser                                                   |
| Chapelle Saint-Antoine de Crémieu                                                             | Crémieu                          |                                                  | 45° 43′ 34″ nord, 5° 15′ 16″ est | « PA00117151 » | Inscrit MH                                                   | 1980 | Chapelle Saint-Antoine de Crémieu                                            |
| Chapelle des Ursulines de Crémieu                                                             | Crémieu                          |                                                  | à géolocaliser                   |                |                                                              |      | Image manquante Téléverser                                                   |
| Chapelle du couvent des Visitandines de Crémieu                                               | Crémieu                          |                                                  | à géolocaliser                   |                |                                                              |      | Image manquante Téléverser                                                   |
| Chapelle Notre-Dame-de-la-Salette de Crémieu                                                  | Crémieu                          |                                                  | à géolocaliser                   |                |                                                              |      | Chapelle Notre-Dame-de-la-Salette de Crémieu                                 |
| Ancienne chapelle de Crémieu                                                                  | Crémieu                          |                                                  | à géolocaliser                   |                |                                                              |      | Ancienne chapelle de Crémieu                                                 |
| Ancienne chapelle de Crémieu                                                                  | Crémieu                          |                                                  | à géolocaliser                   |                |                                                              |      | Ancienne chapelle de Crémieu                                                 |
| Chapelle Saint-Martin du Combiau                                                              | Dizimieu                         |                                                  | 45° 42′ 27″ nord, 5° 17′ 59″ est | « IA38000151 » |                                                              |      | Image manquante Téléverser                                                   |
| Chapelle Notre-Dame de Lestras de Diémoz                                                      | Diémoz                           |                                                  | 45° 35′ 12″ nord, 5° 05′ 33″ est |                |                                                              |      | Image manquante Téléverser                                                   |
| Chapelle de la Chapite                                                                        | Dolomieu                         |                                                  | 45° 36′ 59″ nord, 5° 27′ 23″ est |                |                                                              |      | Image manquante Téléverser                                                   |
| Chapelle non consacrée de Dolomieu                                                            | Dolomieu                         |                                                  | 45° 36′ 42″ nord, 5° 29′ 54″ est |                |                                                              |      | Chapelle non consacrée de Dolomieu                                           |
| Chapelle de Gragnolet                                                                         | Entraigues                       |                                                  | 44° 53′ 05″ nord, 5° 58′ 14″ est |                |                                                              |      | Image manquante Téléverser                                                   |
| Chapelle Saint-Bernard du Villard                                                             | Entraigues                       |                                                  | 44° 53′ 16″ nord, 5° 57′ 40″ est |                |                                                              |      | Image manquante Téléverser                                                   |
| Chapelle du cimetière d'Estrablin                                                             | Estrablin                        |                                                  | à géolocaliser                   |                |                                                              |      | Chapelle du cimetière d'Estrablin                                            |
| Chapelle du Palluel                                                                           | Fontanil-Cornillon               |                                                  | 45° 15′ 18″ nord, 5° 39′ 50″ est |                |                                                              |      | Chapelle du Palluel                                                          |
| Chapelle Notre-Dame-du-Mont de Notre-Dame                                                     | Gillonnay                        |                                                  | 45° 24′ 06″ nord, 5° 17′ 34″ est |                |                                                              |      | Chapelle Notre-Dame-du-Mont de Notre-Dame                                    |
| Chapelle Sainte-Marie-d'en-Bas                                                                | Grenoble                         |                                                  | 45° 11′ 32″ nord, 5° 44′ 02″ est | « PA00117179 » | Classé MH                                                    | 1988 | Chapelle Sainte-Marie-d'en-Bas                                               |
| Chapelle de Beauvert                                                                          | Grenoble                         |                                                  | 45° 09′ 52″ nord, 5° 43′ 06″ est |                |                                                              |      | Image manquante Téléverser                                                   |
| Chapelle des Pénitents blancs de Grenoble (actuelle chapelle de l'Adoration)                  | Grenoble                         | 7, rue Voltaire                                  | 45° 11′ 25″ nord, 5° 43′ 54″ est |                |                                                              |      | Chapelle des Pénitents blancs de Grenoble (actuelle chapelle de l'Adoration) |
| Chapelle Saint-Roch de Grenoble                                                               | Grenoble                         |                                                  | 45° 11′ 42″ nord, 5° 44′ 26″ est |                |                                                              |      | Chapelle Saint-Roch de Grenoble                                              |
| Chapelle de l'ancien collège des Jésuites de Grenoble                                         | Grenoble                         |                                                  | 45° 11′ 22″ nord, 5° 43′ 48″ est |                |                                                              |      | Chapelle de l'ancien collège des Jésuites de Grenoble                        |
| Chapelle des Dauphins                                                                         | Grenoble                         |                                                  | 45° 11′ 36″ nord, 5° 43′ 43″ est |                |                                                              |      | Chapelle des Dauphins                                                        |
| Chapelle Notre-Dame de la Bâtie                                                               | Gresse-en-Vercors                |                                                  | 44° 51′ 54″ nord, 5° 33′ 32″ est |                |                                                              |      | Chapelle Notre-Dame de la Bâtie                                              |
| Chapelle Saint-Ours anciennement Saint-Tour de Saint-Ours                                     | Janneyrias                       |                                                  | 45° 44′ 42″ nord, 5° 06′ 13″ est |                |                                                              |      | Chapelle Saint-Ours anciennement Saint-Tour de Saint-Ours                    |
| Chapelle de Jarcieu                                                                           | Jarcieu                          |                                                  | 45° 19′ 52″ nord, 4° 56′ 54″ est |                |                                                              |      | Image manquante Téléverser                                                   |
| Chapelle Saint-Germain de L'Isle-d'Abeau                                                      | L'Isle-d'Abeau                   |                                                  | 45° 36′ 59″ nord, 5° 12′ 18″ est | « PA00117207 » | Inscrit MH                                                   | 1954 | Image manquante Téléverser                                                   |
| Chapelle Sainte-Anne de L'Isle-d'Abeau                                                        | L'Isle-d'Abeau                   |                                                  | 45° 37′ 18″ nord, 5° 14′ 06″ est |                |                                                              |      | Image manquante Téléverser                                                   |
| Chapelle Notre-Dame-de-la-Balme de La Balme-les-Grottes                                       | La Balme-les-Grottes             |                                                  | 45° 51′ 08″ nord, 5° 20′ 22″ est | « IA38000315 » |                                                              |      | Image manquante Téléverser                                                   |
| Chapelle Notre-Dame-de-Sciez de La Côte-Saint-André                                           | La Côte-Saint-André              |                                                  | à géolocaliser                   |                |                                                              |      | Image manquante Téléverser                                                   |
| Chapelle Sainte-Thérèse de La Côte-Saint-André                                                | La Côte-Saint-André              |                                                  | à géolocaliser                   |                |                                                              |      | Image manquante Téléverser                                                   |
| Chapelle Notre-Dame-de-Bon-Secours du Vaugelat                                                | La Ferrière                      |                                                  | 45° 17′ 28″ nord, 6° 04′ 36″ est |                |                                                              |      | Image manquante Téléverser                                                   |
| Chapelle Notre-Dame-de-Lourdes de La Frette                                                   | La Frette                        |                                                  | 45° 23′ 36″ nord, 5° 21′ 28″ est |                |                                                              |      | Image manquante Téléverser                                                   |
| Chapelle Sainte-Anne du Désert                                                                | La Morte                         |                                                  | 45° 01′ 35″ nord, 5° 50′ 34″ est |                |                                                              |      | Chapelle Sainte-Anne du Désert                                               |
| Chapelle de l'Aumône de la congrégation des Sœurs-de-Notre-Seigneur-Jésus-Christ de La Mure   | La Mure                          |                                                  | 44° 54′ 16″ nord, 5° 47′ 00″ est |                |                                                              |      | Image manquante Téléverser                                                   |
| Chapelle Notre-Dame-d'Armieu                                                                  | La Rivière / Saint-Gervais       | (Disparue dans un éboulement le 24 juillet 2024) | 45° 12′ 43″ nord, 5° 29′ 20″ est |                |                                                              |      | Image manquante Téléverser                                                   |
| Chapelle Saint-Roch du Lignet                                                                 | La Rivière                       |                                                  | 45° 13′ 10″ nord, 5° 29′ 42″ est |                |                                                              |      | Image manquante Téléverser                                                   |
| Chapelle auxiliaire Notre-Dame-de-l'Annonciation des Fallavaux                                | La Salette-Fallavaux             |                                                  | 44° 50′ 23″ nord, 5° 59′ 12″ est |                |                                                              |      | Image manquante Téléverser                                                   |
| Chapelle de la Rencontre de La Salette-Fallavaux                                              | La Salette-Fallavaux             |                                                  | 44° 51′ 29″ nord, 5° 58′ 45″ est |                |                                                              |      | Image manquante Téléverser                                                   |
| Chapelle des Ablandins                                                                        | La Salette-Fallavaux             |                                                  | 44° 50′ 45″ nord, 5° 58′ 17″ est |                |                                                              |      | Image manquante Téléverser                                                   |
| Chapelle élevée sur le lieu de l'apparition de Notre-Dame et déplacée de La Salette-Fallavaux | La Salette-Fallavaux             |                                                  | 44° 51′ 37″ nord, 5° 58′ 45″ est |                |                                                              |      | Image manquante Téléverser                                                   |
| Chapelle Notre-Dame-des-Sept-Douleurs de La Salette-Fallavaux                                 | La Salette-Fallavaux             |                                                  | 44° 50′ 17″ nord, 5° 58′ 27″ est |                |                                                              |      | Chapelle Notre-Dame-des-Sept-Douleurs de La Salette-Fallavaux                |
| Chapelle du cimetière de La Terrasse                                                          | La Terrasse                      |                                                  | 45° 19′ 33″ nord, 5° 56′ 22″ est |                |                                                              |      | Chapelle du cimetière de La Terrasse                                         |
| Chapelle du Carré de La Terrasse                                                              | La Terrasse                      |                                                  | 45° 19′ 01″ nord, 5° 55′ 07″ est |                |                                                              |      | Chapelle du Carré de La Terrasse                                             |
| Chapelle de l'hôpital dite aussi chapelle de l'asile des Vieillards de La Tronche             | La Tronche                       |                                                  | 45° 12′ 00″ nord, 5° 44′ 56″ est |                |                                                              |      | Image manquante Téléverser                                                   |
| Chapelle Saint-Ferjus de La Tronche                                                           | La Tronche                       |                                                  | 45° 12′ 07″ nord, 5° 44′ 37″ est |                |                                                              |      | Chapelle Saint-Ferjus de La Tronche                                          |
| Chapelle de la Vierge-Noire de La Tronche                                                     | La Tronche                       |                                                  | 45° 12′ 44″ nord, 5° 44′ 31″ est |                |                                                              |      | Image manquante Téléverser                                                   |
| Chapelle de la Nativité-de-Notre-Dame du Poyet                                                | La Valette                       |                                                  | 44° 56′ 57″ nord, 5° 51′ 32″ est |                |                                                              |      | Image manquante Téléverser                                                   |
| Chapelle Notre-Dame-du-Bon-Secours de Lalley                                                  | Lalley                           |                                                  | 44° 45′ 26″ nord, 5° 40′ 18″ est |                |                                                              |      | Chapelle Notre-Dame-du-Bon-Secours de Lalley                                 |
| Chapelle Saint-Louis d'Avers                                                                  | Lalley                           |                                                  | 44° 46′ 09″ nord, 5° 42′ 07″ est |                |                                                              |      | Image manquante Téléverser                                                   |
| Chapelle de l'Assomption dite aussi Notre-Dame-des-Anges des Alberges                         | Le Bourg-d'Oisans                |                                                  | 45° 02′ 10″ nord, 6° 03′ 48″ est |                |                                                              |      | Image manquante Téléverser                                                   |
| Chapelle du Saint-Esprit de la Paute                                                          | Le Bourg-d'Oisans                |                                                  | 45° 04′ 32″ nord, 6° 00′ 40″ est |                |                                                              |      | Image manquante Téléverser                                                   |
| Chapelle du Saint-Sauveur de Bassey                                                           | Le Bourg-d'Oisans                |                                                  | 45° 04′ 33″ nord, 6° 01′ 53″ est |                |                                                              |      | Image manquante Téléverser                                                   |
| Chapelle Saint-Barthélemy des Gauchoirs                                                       | Le Bourg-d'Oisans                |                                                  | 44° 59′ 39″ nord, 6° 04′ 20″ est |                |                                                              |      | Image manquante Téléverser                                                   |
| Chapelle Notre-Dame-de-Pitié de Puy le Bas                                                    | Le Freney-d'Oisans               |                                                  | 45° 03′ 05″ nord, 6° 07′ 02″ est |                |                                                              |      | Image manquante Téléverser                                                   |
| Chapelle Notre-Dame-du-Bon-Secours-et-Saint-Antoine de Puy le Haut                            | Le Freney-d'Oisans               |                                                  | 45° 03′ 00″ nord, 6° 06′ 46″ est |                |                                                              |      | Image manquante Téléverser                                                   |
| Chapelle Saint-Joseph du Freney-d'Oisans                                                      | Le Freney-d'Oisans               |                                                  | 45° 02′ 40″ nord, 6° 07′ 31″ est |                |                                                              |      | Image manquante Téléverser                                                   |
| Chapelle Saint-Joseph du Serre                                                                | Le Monestier-du-Percy            |                                                  | 44° 47′ 29″ nord, 5° 39′ 54″ est |                |                                                              |      | Image manquante Téléverser                                                   |
| Chapelle Saint-Roch des Bayles                                                                | Le Monestier-du-Percy            |                                                  | 44° 47′ 25″ nord, 5° 39′ 28″ est |                |                                                              |      | Image manquante Téléverser                                                   |
| Chapelle Saint-Roch du Moutaret                                                               | Le Moutaret                      |                                                  | 45° 26′ 25″ nord, 6° 05′ 04″ est |                |                                                              |      | Image manquante Téléverser                                                   |
| Chapelle Saint-Antoine de Dessous la Roche                                                    | Le Périer                        |                                                  | 44° 55′ 21″ nord, 5° 58′ 05″ est |                |                                                              |      | Image manquante Téléverser                                                   |
| Chapelle Sainte-Anne des Daurens                                                              | Le Périer                        |                                                  | 44° 57′ 26″ nord, 5° 57′ 40″ est |                |                                                              |      | Image manquante Téléverser                                                   |
| Chapelle Saint-Mamert des Côtes-d'Arey                                                        | Les Côtes-d'Arey                 |                                                  | 45° 26′ 47″ nord, 4° 52′ 30″ est | « PA00117149 » | Inscrit MH                                                   | 1974 | Chapelle Saint-Mamert des Côtes-d'Arey                                       |
| Chapelle Notre-Dame-de-l'Assomption des Achards                                               | Les Côtes-de-Corps               |                                                  | 44° 50′ 37″ nord, 5° 56′ 07″ est |                |                                                              |      | Chapelle Notre-Dame-de-l'Assomption des Achards                              |
| Chapelle du Saint-Esprit ou Notre-Dame-de-Toutes-Grâces de Bons                               | Les Deux Alpes                   |                                                  | 45° 02′ 09″ nord, 6° 06′ 53″ est |                |                                                              |      | Image manquante Téléverser                                                   |
| Chapelle Notre-Dame-de-la-Visitation ou du Rosaire de Cuculet                                 | Les Deux Alpes                   |                                                  | à géolocaliser                   |                |                                                              |      | Image manquante Téléverser                                                   |
| Chapelle Notre-Dame-des-Sept-Douleurs du Ponteil                                              | Les Deux Alpes                   |                                                  | 45° 02′ 00″ nord, 6° 06′ 03″ est |                |                                                              |      | Image manquante Téléverser                                                   |
| Chapelle Saint-Benoît de l'Alpe de Venosc                                                     | Les Deux Alpes                   |                                                  | 45° 00′ 14″ nord, 6° 07′ 10″ est |                |                                                              |      | Image manquante Téléverser                                                   |
| Chapelle Saint-Sauveur de la Rivoire                                                          | Les Deux Alpes                   |                                                  | 45° 01′ 57″ nord, 6° 05′ 23″ est |                |                                                              |      | Image manquante Téléverser                                                   |
| Chapelle Notre-Dame-de-la-Salette de Leyrieu                                                  | Leyrieu                          |                                                  | 45° 45′ 23″ nord, 5° 16′ 08″ est |                |                                                              |      | Chapelle Notre-Dame-de-la-Salette de Leyrieu                                 |
| Chapelle Notre-Dame-de-l'Espérance de Rioupéroux                                              | Livet-et-Gavet                   |                                                  | 45° 05′ 28″ nord, 5° 54′ 08″ est |                |                                                              |      | Image manquante Téléverser                                                   |
| Chapelle Saint-Jean-Baptiste anciennement Notre-Dame-de-la-Pitié des Clavaux                  | Livet-et-Gavet                   |                                                  | 45° 04′ 35″ nord, 5° 52′ 59″ est |                |                                                              |      | Image manquante Téléverser                                                   |
| Chapelle Saint-Roch des Clots                                                                 | Livet-et-Gavet                   |                                                  | 45° 05′ 27″ nord, 5° 54′ 25″ est |                |                                                              |      | Image manquante Téléverser                                                   |
| Chapelle Saint-Sébastien, Saint-Roch-et-Saint-Esprit de Gavet                                 | Livet-et-Gavet                   |                                                  | 45° 04′ 02″ nord, 5° 52′ 15″ est |                |                                                              |      | Image manquante Téléverser                                                   |
| Chapelle de Bâton                                                                             | Livet-et-Gavet                   |                                                  | 45° 07′ 15″ nord, 5° 58′ 37″ est |                |                                                              |      | Chapelle de Bâton                                                            |
| Chapelle Saint-Jean-Baptiste d'Illins                                                         | Luzinay                          |                                                  | 45° 35′ 27″ nord, 4° 56′ 22″ est | « PA38000023 » | Inscrit MH                                                   | 2005 | Image manquante Téléverser                                                   |
| Chapelle Saint-Blaise de Savel                                                                | Mayres-Savel                     |                                                  | 44° 52′ 36″ nord, 5° 41′ 45″ est |                |                                                              |      | Image manquante Téléverser                                                   |
| Chapelle Saint-Sixte de Saint-Sixte                                                           | Merlas                           |                                                  | 45° 25′ 38″ nord, 5° 37′ 49″ est |                |                                                              |      | Chapelle Saint-Sixte de Saint-Sixte                                          |
| Chapelle Saint-Jean-Bosco de Meylan                                                           | Meylan                           |                                                  | 45° 12′ 49″ nord, 5° 46′ 32″ est |                |                                                              |      | Chapelle Saint-Jean-Bosco de Meylan                                          |
| Chapelle Notre-Dame-de-la-Salette de Meyrié                                                   | Meyrié                           |                                                  | 45° 33′ 52″ nord, 5° 16′ 56″ est |                |                                                              |      | Image manquante Téléverser                                                   |
| Chapelle Notre-Dame-du-Château de Miribel-les-Échelles                                        | Miribel-les-Échelles             |                                                  | 45° 26′ 04″ nord, 5° 42′ 54″ est |                |                                                              |      | Image manquante Téléverser                                                   |
| Chapelle de l'Alumnat                                                                         | Miribel-les-Échelles             |                                                  | 45° 25′ 45″ nord, 5° 42′ 32″ est |                |                                                              |      | Image manquante Téléverser                                                   |
| Chapelle Saint-Roch de Saint-Roch (Isère)                                                     | Miribel-les-Échelles             |                                                  | 45° 24′ 49″ nord, 5° 41′ 34″ est |                |                                                              |      | Image manquante Téléverser                                                   |
| Chapelle Sainte-Barbe du Parizet                                                              | Mizoën                           |                                                  | à géolocaliser                   |                |                                                              |      | Image manquante Téléverser                                                   |
| Chapelle de la Salette de Monestier-de-Clermont                                               | Monestier-de-Clermont            |                                                  | 44° 55′ 29″ nord, 5° 37′ 58″ est |                |                                                              |      | Image manquante Téléverser                                                   |
| Chapelle Sainte-Agnès de Jardenc de la Ville                                                  | Monteynard                       |                                                  | 44° 57′ 51″ nord, 5° 42′ 15″ est |                |                                                              |      | Image manquante Téléverser                                                   |
| Chapelle Notre-Dame d'Artésieux de Montrevel                                                  | Montrevel                        |                                                  | 45° 29′ 03″ nord, 5° 24′ 31″ est |                |                                                              |      | Image manquante Téléverser                                                   |
| Chapelle de Moras                                                                             | Moras                            |                                                  | 45° 41′ 18″ nord, 5° 15′ 39″ est | « IA38000061 » |                                                              |      | Image manquante Téléverser                                                   |
| Chapelle Saint-François de Boussieu                                                           | Nivolas-Vermelle                 |                                                  | 45° 34′ 38″ nord, 5° 18′ 15″ est |                |                                                              |      | Image manquante Téléverser                                                   |
| Chapelle Saint-Firmin de Notre-Dame-de-Mésage                                                 | Notre-Dame-de-Mésage             |                                                  | 45° 04′ 12″ nord, 5° 45′ 31″ est | « PA00117231 » | Classé MH                                                    | 1962 | Chapelle Saint-Firmin de Notre-Dame-de-Mésage                                |
| Chapelle de Bon-Rencontre de Notre-Dame-de-l'Osier                                            | Notre-Dame-de-l'Osier            |                                                  | 45° 14′ 11″ nord, 5° 24′ 14″ est |                |                                                              |      | Chapelle de Bon-Rencontre de Notre-Dame-de-l'Osier                           |
| Chapelle Notre-Dame-d'Épinouze de Notre-Dame-de-l'Osier                                       | Notre-Dame-de-l'Osier            |                                                  | 45° 13′ 47″ nord, 5° 24′ 55″ est |                |                                                              |      | Chapelle Notre-Dame-d'Épinouze de Notre-Dame-de-l'Osier                      |
| Chapelle Notre-Dame-et-Sainte-Madeleine du Rivier                                             | Ornon                            |                                                  | 45° 01′ 48″ nord, 5° 58′ 23″ est |                |                                                              |      | Chapelle Notre-Dame-et-Sainte-Madeleine du Rivier                            |
| Chapelle de l'Annonciation du Guillard                                                        | Ornon                            |                                                  | 45° 02′ 48″ nord, 5° 58′ 15″ est |                |                                                              |      | Image manquante Téléverser                                                   |
| Chapelle de la Palud                                                                          | Ornon                            |                                                  | 45° 03′ 06″ nord, 5° 59′ 17″ est |                |                                                              |      | Image manquante Téléverser                                                   |
| Chapelle Saint-Jean-Baptiste d'Oytier-Saint-Oblas                                             | Oytier-Saint-Oblas               |                                                  | 45° 33′ 51″ nord, 5° 00′ 13″ est | « PA00117233 » | Inscrit MH La porte                                          | 1954 | Image manquante Téléverser                                                   |
| Chapelle Saint-Michel du Bessay                                                               | Oz                               |                                                  | 45° 08′ 09″ nord, 6° 03′ 58″ est |                |                                                              |      | Image manquante Téléverser                                                   |
| Chapelle Notre-Dame-d'Espérance de Pajay                                                      | Pajay                            |                                                  | 45° 21′ 25″ nord, 5° 07′ 33″ est |                |                                                              |      | Image manquante Téléverser                                                   |
| Chapelle de la Nativité-de-Notre-Dame de la Posterle                                          | Pellafol                         |                                                  | 44° 46′ 28″ nord, 5° 54′ 09″ est |                |                                                              |      | Chapelle de la Nativité-de-Notre-Dame de la Posterle                         |
| Chapelle Saint-Jean-Porte-Latine des Blancs                                                   | Percy                            |                                                  | 44° 47′ 47″ nord, 5° 38′ 01″ est |                |                                                              |      | Image manquante Téléverser                                                   |
| Chapelle Saint-Barthélemy de Ser Sigaud                                                       | Pierre-Châtel                    |                                                  | 44° 56′ 39″ nord, 5° 47′ 08″ est |                |                                                              |      | Chapelle Saint-Barthélemy de Ser Sigaud                                      |
| Chapelle Saint-Jean-Baptiste du Collet                                                        | Pierre-Châtel                    |                                                  | 44° 57′ 00″ nord, 5° 45′ 37″ est |                |                                                              |      | Image manquante Téléverser                                                   |
| Chapelle Notre-Dame de Tournin de Pommier-de-Beaurepaire                                      | Pommier-de-Beaurepaire           |                                                  | 45° 23′ 33″ nord, 5° 06′ 38″ est |                |                                                              |      | Image manquante Téléverser                                                   |
| Chapelle Notre-Dame de Prunières                                                              | Prunières                        |                                                  | 44° 53′ 34″ nord, 5° 45′ 50″ est |                |                                                              |      | Chapelle Notre-Dame de Prunières                                             |
| Chapelle Sainte-Marie de Simane                                                               | Prunières                        |                                                  | 44° 54′ 03″ nord, 5° 46′ 12″ est |                |                                                              |      | Image manquante Téléverser                                                   |
| Chapelle des Petits-Moulins                                                                   | Prébois                          |                                                  | 44° 46′ 01″ nord, 5° 43′ 28″ est |                |                                                              |      | Image manquante Téléverser                                                   |
| Chapelle de la Grande Fabrique                                                                | Renage                           |                                                  | 45° 19′ 52″ nord, 5° 29′ 31″ est | « PA38000037 » | Inscrit MH                                                   | 2016 | Chapelle de la Grande Fabrique                                               |
| Chapelle Blanchet                                                                             | Rives                            |                                                  | 45° 21′ 05″ nord, 5° 30′ 39″ est |                |                                                              |      | Chapelle Blanchet                                                            |
| Chapelle Saint-Bonnet de Saint-Bonnet-de-Roche                                                | Roche                            |                                                  | 45° 36′ 12″ nord, 5° 09′ 53″ est |                |                                                              |      | Chapelle Saint-Bonnet de Saint-Bonnet-de-Roche                               |
| Chapelle Saint-Hilaire d'Avaux                                                                | Romagnieu                        |                                                  | 45° 33′ 26″ nord, 5° 39′ 50″ est |                |                                                              |      | Chapelle Saint-Hilaire d'Avaux                                               |
| Chapelle des Pénitents blancs de Roussillon                                                   | Roussillon                       |                                                  | à géolocaliser                   |                |                                                              |      | Image manquante Téléverser                                                   |
| Chapelle Notre-Dame-du-Sacré-Cœur de l'abbaye cistercienne de Chambarand de Roybon            | Roybon                           |                                                  | 45° 13′ 09″ nord, 5° 15′ 11″ est |                |                                                              |      | Image manquante Téléverser                                                   |
| Chapelle Notre-Dame-de-Bonne-Conduite de Montceau                                             | Ruy-Montceau                     |                                                  | 45° 35′ 32″ nord, 5° 21′ 51″ est |                |                                                              |      | Image manquante Téléverser                                                   |
| Chapelle Notre-Dame de Saint Antoine l'Abbaye                                                 | Saint Antoine l'Abbaye           |                                                  | 45° 10′ 29″ nord, 5° 13′ 04″ est |                |                                                              |      | Image manquante Téléverser                                                   |
| Chapelle Saint-Pierre du Mas de Chapaize                                                      | Saint Antoine l'Abbaye           |                                                  | 45° 09′ 58″ nord, 5° 15′ 15″ est |                |                                                              |      | Image manquante Téléverser                                                   |
| Chapelle du cimetière de Saint-Jean-le-Fromental                                              | Saint-Antoine-l'Abbaye           |                                                  | 45° 11′ 42″ nord, 5° 13′ 45″ est | « PA00117174 » | Classé MH                                                    | 1910 | Chapelle du cimetière de Saint-Jean-le-Fromental                             |
| Chapelle Sainte-Madeleine dite de la Madeleine de la Maladière                                | Saint-Aupre                      |                                                  | 45° 23′ 10″ nord, 5° 39′ 42″ est |                |                                                              |      | Chapelle Sainte-Madeleine dite de la Madeleine de la Maladière               |
| Chapelle Saint-Michel de Saint-Bernard                                                        | Saint-Bernard                    |                                                  | 45° 21′ 03″ nord, 5° 55′ 10″ est |                |                                                              |      | Image manquante Téléverser                                                   |
| Chapelle Saint-Étienne de Saint-Bonnet-de-Chavagne                                            | Saint-Bonnet-de-Chavagne         |                                                  | 45° 07′ 37″ nord, 5° 13′ 45″ est |                |                                                              |      | Chapelle Saint-Étienne de Saint-Bonnet-de-Chavagne                           |
| Chapelle Notre-Dame-des-Neiges de la Bérarde                                                  | Saint-Christophe-en-Oisans       |                                                  | 44° 55′ 58″ nord, 6° 17′ 33″ est |                |                                                              |      | Chapelle Notre-Dame-des-Neiges de la Bérarde                                 |
| Chapelle de Glay                                                                              | Saint-Clair-du-Rhône             |                                                  | 45° 25′ 47″ nord, 4° 47′ 02″ est |                |                                                              |      | Image manquante Téléverser                                                   |
| Chapelle Saint-Bonnet du Serrein                                                              | Saint-Clair-sur-Galaure          |                                                  | 45° 16′ 01″ nord, 5° 08′ 11″ est |                |                                                              |      | Image manquante Téléverser                                                   |
| Chapelle Saint-Théobald de l'Amballon                                                         | Saint-Georges-d'Espéranche       |                                                  | 45° 32′ 49″ nord, 5° 05′ 34″ est |                |                                                              |      | Image manquante Téléverser                                                   |
| Chapelle des Gaudes                                                                           | Saint-Hilaire                    |                                                  | 45° 18′ 40″ nord, 5° 53′ 27″ est |                |                                                              |      | Image manquante Téléverser                                                   |
| Chapelle Sainte-Marie-Madeleine de Tors                                                       | Saint-Honoré                     |                                                  | 44° 56′ 29″ nord, 5° 47′ 42″ est |                |                                                              |      | Image manquante Téléverser                                                   |
| Chapelle Saint-Jean-Baptiste-et-Sainte-Brigitte de Saint-Honoré                               | Saint-Honoré                     |                                                  | à géolocaliser                   |                |                                                              |      | Image manquante Téléverser                                                   |
| Chapelle du Maréchal Randon                                                                   | Saint-Ismier                     |                                                  | 45° 14′ 29″ nord, 5° 49′ 26″ est |                |                                                              |      | Chapelle du Maréchal Randon                                                  |
| Chapelle du collège Bonnevaux-Vallon de Saint-Jean-de-Bournay                                 | Saint-Jean-de-Bournay            |                                                  | à géolocaliser                   |                |                                                              |      | Image manquante Téléverser                                                   |
| Chapelle Saint-Pierre de Bournay                                                              | Saint-Jean-de-Bournay            |                                                  | 45° 30′ 15″ nord, 5° 09′ 09″ est |                |                                                              |      | Image manquante Téléverser                                                   |
| Chapelle Saint-Just                                                                           | Saint-Just-Chaleyssin            |                                                  | 45° 35′ 30″ nord, 5° 02′ 05″ est | « PA00117372 » | Inscrit MH                                                   | 1991 | Chapelle Saint-Just                                                          |
| Chapelle de l'hôpital-hospice Saint-Bruno de Saint-Laurent-du-Pont                            | Saint-Laurent-du-Pont            |                                                  | 45° 23′ 15″ nord, 5° 44′ 17″ est |                |                                                              |      | Image manquante Téléverser                                                   |
| Chapelle du cimetière de Saint-Laurent-du-Pont                                                | Saint-Laurent-du-Pont            |                                                  | 45° 23′ 09″ nord, 5° 43′ 40″ est |                |                                                              |      | Image manquante Téléverser                                                   |
| Chapelle Notre-Dame du château de Saint-Laurent-du-Pont                                       | Saint-Laurent-du-Pont            |                                                  | 45° 23′ 09″ nord, 5° 44′ 04″ est |                |                                                              |      | Chapelle Notre-Dame du château de Saint-Laurent-du-Pont                      |
| Chapelle Saint-Jean de Saint-Laurent-du-Pont                                                  | Saint-Laurent-du-Pont            |                                                  | à géolocaliser                   |                |                                                              |      | Image manquante Téléverser                                                   |
| Chapelle dite de l'Ave-Maria de Malbuisson                                                    | Saint-Laurent-en-Beaumont        |                                                  | 44° 53′ 31″ nord, 5° 50′ 41″ est |                |                                                              |      | Image manquante Téléverser                                                   |
| Chapelle Notre-Dame-de-la-Salette de Charlaix                                                 | Saint-Laurent-en-Beaumont        |                                                  | 44° 53′ 43″ nord, 5° 49′ 02″ est |                |                                                              |      | Chapelle Notre-Dame-de-la-Salette de Charlaix                                |
| Chapelle du hameau de Chardenot                                                               | Saint-Laurent-en-Beaumont        |                                                  | 44° 53′ 06″ nord, 5° 49′ 46″ est |                |                                                              |      | Image manquante Téléverser                                                   |
| Chapelle Notre-Dame de Ferme de Villieu                                                       | Saint-Marcel-Bel-Accueil         |                                                  | 45° 38′ 14″ nord, 5° 15′ 57″ est |                |                                                              |      | Image manquante Téléverser                                                   |
| Chapelle Saint-Pierre du Beiller                                                              | Saint-Marcel-Bel-Accueil         |                                                  | 45° 38′ 57″ nord, 5° 14′ 54″ est |                |                                                              |      | Image manquante Téléverser                                                   |
| Chapelle du couvent des Récollets de Saint-Marcellin                                          | Saint-Marcellin                  |                                                  | à géolocaliser                   |                |                                                              |      | Image manquante Téléverser                                                   |
| Chapelle du couvent des Visitandines de Saint-Marcellin                                       | Saint-Marcellin                  |                                                  | à géolocaliser                   |                |                                                              |      | Image manquante Téléverser                                                   |
| Chapelle Saint-Nizier de Saint-Martin-d'Uriage                                                | Saint-Martin-d'Uriage            |                                                  | 45° 09′ 48″ nord, 5° 50′ 10″ est | « PA00117373 » | Inscrit MH Décors peints (peintures murales) et autel majeur | 1991 | Chapelle Saint-Nizier de Saint-Martin-d'Uriage                               |
| Chapelle Saint-Luc de Saint-Martin-d'Uriage                                                   | Saint-Martin-d'Uriage            |                                                  | à géolocaliser                   |                |                                                              |      | Image manquante Téléverser                                                   |
| Chapelle Saint-Martin de Saint-Martin-d'Uriage                                                | Saint-Martin-d'Uriage            |                                                  | 45° 09′ 09″ nord, 5° 50′ 13″ est |                |                                                              |      | Chapelle Saint-Martin de Saint-Martin-d'Uriage                               |
| Chapelle de Trézanne                                                                          | Saint-Martin-de-Clelles          |                                                  | 44° 50′ 41″ nord, 5° 34′ 48″ est |                |                                                              |      | Chapelle de Trézanne                                                         |
| Chapelle de la Nativité de Narbonne                                                           | Saint-Martin-le-Vinoux           |                                                  | à géolocaliser                   |                |                                                              |      | Chapelle de la Nativité de Narbonne                                          |
| Chapelle du couvent de Saint-Maurice-l'Exil                                                   | Saint-Maurice-l'Exil             |                                                  | 45° 23′ 53″ nord, 4° 46′ 28″ est |                |                                                              |      | Image manquante Téléverser                                                   |
| Chapelle Saint-Barthélemy de Givray                                                           | Saint-Maurice-l'Exil             |                                                  | 45° 23′ 22″ nord, 4° 46′ 57″ est |                |                                                              |      | Image manquante Téléverser                                                   |
| Chapelle Saint-Michel de Saint-Michel (Isère)                                                 | Saint-Michel-les-Portes          |                                                  | à géolocaliser                   |                |                                                              |      | Image manquante Téléverser                                                   |
| Chapelle de Saint-Ondras                                                                      | Saint-Ondras                     |                                                  | 45° 30′ 56″ nord, 5° 32′ 32″ est |                |                                                              |      | Image manquante Téléverser                                                   |
| Chapelle Saint-Bruno de Saint-Pierre-de-Chartreuse                                            | Saint-Pierre-de-Chartreuse       |                                                  | 45° 22′ 38″ nord, 5° 47′ 52″ est |                |                                                              |      | Chapelle Saint-Bruno de Saint-Pierre-de-Chartreuse                           |
| Chapelle de la Résurrection de monastère de la Grande Chartreuse                              | Saint-Pierre-de-Chartreuse       |                                                  | à géolocaliser                   |                |                                                              |      | Image manquante Téléverser                                                   |
| Chapelle Notre-Dame-du-Rosaire du Mollard                                                     | Saint-Pierre-de-Chartreuse       |                                                  | 45° 20′ 35″ nord, 5° 49′ 12″ est |                |                                                              |      | Image manquante Téléverser                                                   |
| Chapelle dite de l'Abbé Girardon de Saint-Prim                                                | Saint-Prim                       |                                                  | à géolocaliser                   |                |                                                              |      | Image manquante Téléverser                                                   |
| Chapelle du château de Fallavier                                                              | Saint-Quentin-Fallavier          |                                                  | 45° 37′ 41″ nord, 5° 07′ 22″ est |                |                                                              |      | Chapelle du château de Fallavier                                             |
| Chapelle du Calvaire de Saint-Romans                                                          | Saint-Romans                     |                                                  | 45° 06′ 58″ nord, 5° 19′ 47″ est |                |                                                              |      | Chapelle du Calvaire de Saint-Romans                                         |
| Chapelle Sainte-Jeanne-d'Arc de Demptézieu                                                    | Saint-Savin                      |                                                  | 45° 37′ 09″ nord, 5° 19′ 13″ est |                |                                                              |      | Image manquante Téléverser                                                   |
| Chapelle de Pétichet                                                                          | Saint-Théoffrey                  |                                                  | 44° 59′ 53″ nord, 5° 46′ 22″ est |                |                                                              |      | Chapelle de Pétichet                                                         |
| Chapelle Saint-Roch de Saint-Victor-de-Cessieu                                                | Saint-Victor-de-Cessieu          |                                                  | 45° 32′ 25″ nord, 5° 23′ 40″ est |                |                                                              |      | Image manquante Téléverser                                                   |
| Chapelle Saint-Michel de Tolvon                                                               | Saint-Étienne-de-Crossey         |                                                  | 45° 22′ 30″ nord, 5° 37′ 01″ est |                |                                                              |      | Chapelle Saint-Michel de Tolvon                                              |
| Chapelle du Chaffard                                                                          | Satolas-et-Bonce                 |                                                  | à géolocaliser                   |                |                                                              |      | Chapelle du Chaffard                                                         |
| Chapelle Saint-Joseph de l'école privée Maison Saint-Joseph des Côtes                         | Serre-Nerpol                     |                                                  | 45° 15′ 00″ nord, 5° 21′ 47″ est |                |                                                              |      | Image manquante Téléverser                                                   |
| Chapelle de la Tour-sans-Venin de Pariset                                                     | Seyssinet-Pariset                |                                                  | 45° 10′ 18″ nord, 5° 40′ 05″ est |                |                                                              |      | Chapelle de la Tour-sans-Venin de Pariset                                    |
| Chapelle Notre-Dame-de-Bon-Secours de Carisieu                                                | Siccieu-Saint-Julien-et-Carisieu |                                                  | 45° 42′ 56″ nord, 5° 18′ 30″ est |                |                                                              |      | Image manquante Téléverser                                                   |
| Chapelle Saint-Blaise de Carisieu                                                             | Siccieu-Saint-Julien-et-Carisieu |                                                  | 45° 43′ 08″ nord, 5° 19′ 09″ est | « IA38000236 » |                                                              |      | Image manquante Téléverser                                                   |
| Chapelle Notre-Dame-des-Neiges du Villaret                                                    | Susville                         |                                                  | 44° 55′ 48″ nord, 5° 46′ 29″ est |                |                                                              |      | Image manquante Téléverser                                                   |
| Chapelle Saint-Jean-Baptiste-et-Sainte-Catherine de Versenat                                  | Susville                         |                                                  | 44° 55′ 22″ nord, 5° 46′ 09″ est |                |                                                              |      | Image manquante Téléverser                                                   |
| Chapelle Notre-Dame-de-Miséricorde de Jameyzieu                                               | Tignieu-Jameyzieu                |                                                  | 45° 43′ 02″ nord, 5° 10′ 05″ est |                |                                                              |      | Image manquante Téléverser                                                   |
| Chapelle Saint-Roch du Molard                                                                 | Torchefelon                      |                                                  | 45° 31′ 31″ nord, 5° 24′ 48″ est |                |                                                              |      | Image manquante Téléverser                                                   |
| Chapelle Saint-Didier de Cozance                                                              | Trept                            |                                                  | 45° 41′ 50″ nord, 5° 19′ 51″ est | « IA38000245 » |                                                              |      | Chapelle Saint-Didier de Cozance                                             |
| Chapelle Saint-Roch de Serre                                                                  | Tréminis                         |                                                  | 44° 44′ 30″ nord, 5° 46′ 52″ est |                |                                                              |      | Image manquante Téléverser                                                   |
| Chapelle du couvent Notre-Dame-des-Grâces de Tullins                                          | Tullins                          |                                                  | à géolocaliser                   |                |                                                              |      | Chapelle du couvent Notre-Dame-des-Grâces de Tullins                         |
| Chapelle Notre-Dame de Tullins                                                                | Tullins                          |                                                  | à géolocaliser                   |                |                                                              |      | Image manquante Téléverser                                                   |
| Chapelle de la Nativité de la Roche                                                           | Valbonnais                       |                                                  | 44° 53′ 47″ nord, 5° 56′ 01″ est |                |                                                              |      | Image manquante Téléverser                                                   |
| Chapelle Saint-Barthélemy des Verneys                                                         | Valbonnais                       |                                                  | 44° 53′ 13″ nord, 5° 54′ 29″ est |                |                                                              |      | Image manquante Téléverser                                                   |
| Chapelle Saint-Jean-Baptiste de Péchal                                                        | Valbonnais                       |                                                  | 44° 54′ 09″ nord, 5° 54′ 43″ est |                |                                                              |      | Image manquante Téléverser                                                   |
| Chapelle Sainte-Anne de Valjouffrey                                                           | Valjouffrey                      |                                                  | 44° 52′ 06″ nord, 6° 05′ 29″ est |                |                                                              |      | Chapelle Sainte-Anne de Valjouffrey                                          |
| Chapelle de la Chalp                                                                          | Valjouffrey                      |                                                  | 44° 52′ 18″ nord, 6° 01′ 53″ est |                |                                                              |      | Image manquante Téléverser                                                   |
| Chapelle Notre-Dame de Valsenestre                                                            | Valjouffrey                      |                                                  | 44° 54′ 33″ nord, 6° 03′ 15″ est |                |                                                              |      | Chapelle Notre-Dame de Valsenestre                                           |
| Chapelle Saint-Jacques-de-Compostelle des Faures                                              | Valjouffrey                      |                                                  | 44° 51′ 39″ nord, 6° 02′ 46″ est |                |                                                              |      | Image manquante Téléverser                                                   |
| Chapelle Saint-Maurice de Fontagneux                                                          | Varces-Allières-et-Risset        |                                                  | 45° 05′ 17″ nord, 5° 42′ 39″ est |                |                                                              |      | Chapelle Saint-Maurice de Fontagneux                                         |
| Chapelle Notre-Dame-et-Saint-Antoine de la Villette                                           | Vaujany                          |                                                  | 45° 09′ 52″ nord, 6° 05′ 19″ est |                |                                                              |      | Image manquante Téléverser                                                   |
| Chapelle Saint-Claude de Pourchery                                                            | Vaujany                          |                                                  | 45° 09′ 00″ nord, 6° 03′ 38″ est |                |                                                              |      | Image manquante Téléverser                                                   |
| Chapelle Saint-François-de-Sales de Belmont                                                   | Vaulnaveys-le-Haut               |                                                  | 45° 07′ 21″ nord, 5° 49′ 48″ est |                |                                                              |      | Image manquante Téléverser                                                   |
| Chapelle Saint-Joseph de Vernas                                                               | Vernas                           |                                                  | 45° 46′ 52″ nord, 5° 17′ 03″ est | « IA38000307 » |                                                              |      | Chapelle Saint-Joseph de Vernas                                              |
| Chapelle Notre-Dame-de-la-Salette de Veyssilieu                                               | Veyssilieu                       |                                                  | 45° 40′ 33″ nord, 5° 13′ 30″ est |                |                                                              |      | Image manquante Téléverser                                                   |
| Chapelle Saint-Théodore de Vienne                                                             | Vienne                           |                                                  | 45° 31′ 29″ nord, 4° 52′ 24″ est | « PA00117320 » | Inscrit MH                                                   | 1927 | Chapelle Saint-Théodore de Vienne                                            |
| Chapelle de la maison Saint-Avit de Vienne                                                    | Vienne                           |                                                  | 45° 30′ 49″ nord, 4° 51′ 45″ est |                |                                                              |      | Image manquante Téléverser                                                   |
| Chapelle de l'institution Notre-Dame-de-Bon-Accueil d'Estressin                               | Vienne                           |                                                  | 45° 32′ 33″ nord, 4° 51′ 40″ est |                |                                                              |      | Image manquante Téléverser                                                   |
| Chapelle Notre-Dame-de-la-Salette de Pipet                                                    | Vienne                           |                                                  | 45° 31′ 29″ nord, 4° 52′ 49″ est |                |                                                              |      | Chapelle Notre-Dame-de-la-Salette de Pipet                                   |
| Chapelle Sainte-Blandine de Malissol                                                          | Vienne                           |                                                  | 45° 30′ 56″ nord, 4° 54′ 58″ est |                |                                                              |      | Image manquante Téléverser                                                   |
| Chapelle Saint-François-d'Assise d'Estressin                                                  | Vienne                           |                                                  | 45° 32′ 40″ nord, 4° 51′ 58″ est |                |                                                              |      | Image manquante Téléverser                                                   |
| Chapelle des Ayes                                                                             | Vignieu                          |                                                  | 45° 38′ 35″ nord, 5° 24′ 26″ est |                |                                                              |      | Image manquante Téléverser                                                   |
| Chapelle Notre-Dame des Trois-Croix                                                           | Villages du Lac de Paladru       |                                                  | 45° 28′ 52″ nord, 5° 33′ 34″ est |                |                                                              |      | Image manquante Téléverser                                                   |
| Chapelle Saint-Antoine de Villard-Reculas                                                     | Villard-Reculas                  |                                                  | 45° 05′ 21″ nord, 6° 01′ 55″ est |                |                                                              |      | Image manquante Téléverser                                                   |
| Chapelle Sainte-Philomène de Villard-Reymond                                                  | Villard-Reymond                  |                                                  | 45° 02′ 18″ nord, 6° 00′ 58″ est |                |                                                              |      | Image manquante Téléverser                                                   |
| Chapelle de la maison d'enfants des Vières                                                    | Villard-de-Lans                  |                                                  | 45° 04′ 26″ nord, 5° 33′ 36″ est |                |                                                              |      | Image manquante Téléverser                                                   |
| Chapelle Notre-Dame de Valchevrière                                                           | Villard-de-Lans                  |                                                  | 45° 03′ 57″ nord, 5° 29′ 22″ est |                |                                                              |      | Chapelle Notre-Dame de Valchevrière                                          |
| Chapelle Saint-Maurice de Villemoirieu                                                        | Villemoirieu                     |                                                  | 45° 42′ 38″ nord, 5° 15′ 39″ est | « IA38000165 » |                                                              |      | Chapelle Saint-Maurice de Villemoirieu                                       |
| Chapelle Saint-Étienne de Villemoirieu                                                        | Villemoirieu                     |                                                  | 45° 43′ 12″ nord, 5° 13′ 31″ est |                |                                                              |      | Image manquante Téléverser                                                   |
| Chapelle de l'hôpital de Vinay                                                                | Vinay                            |                                                  | 45° 12′ 31″ nord, 5° 24′ 13″ est |                |                                                              |      | Image manquante Téléverser                                                   |
| Chapelle du cimetière dite chapelle des Ayes de Vinay                                         | Vinay                            |                                                  | 45° 12′ 49″ nord, 5° 24′ 04″ est |                |                                                              |      | Image manquante Téléverser                                                   |
| Chapelle Saint-Roch de l'Allègrerie                                                           | Vinay                            |                                                  | 45° 12′ 54″ nord, 5° 25′ 30″ est |                |                                                              |      | Image manquante Téléverser                                                   |
| Chapelle de Grolée                                                                            | Viriville                        |                                                  | 45° 18′ 57″ nord, 5° 12′ 06″ est |                |                                                              |      | Image manquante Téléverser                                                   |
| Chapelle de la Grâce de Voiron                                                                | Voiron                           |                                                  | 45° 22′ 01″ nord, 5° 35′ 44″ est |                |                                                              |      | Chapelle de la Grâce de Voiron                                               |
| Chapelle Gaillard de Voiron                                                                   | Voiron                           |                                                  | 45° 22′ 53″ nord, 5° 34′ 31″ est |                |                                                              |      | Chapelle Gaillard de Voiron                                                  |
| Chapelle Notre-Dame-des-Victoires de Voiron                                                   | Voiron                           |                                                  | 45° 22′ 02″ nord, 5° 35′ 47″ est |                |                                                              |      | Chapelle Notre-Dame-des-Victoires de Voiron                                  |
| Chapelle Saint-Joseph du monastère de la Visitation Notre-Dame-du-May de Voiron               | Voiron                           |                                                  | 45° 22′ 05″ nord, 5° 34′ 44″ est |                |                                                              |      | Image manquante Téléverser                                                   |
| Chapelle de l'hôpital de Voiron                                                               | Voiron                           |                                                  | 45° 22′ 07″ nord, 5° 35′ 41″ est |                |                                                              |      | Chapelle de l'hôpital de Voiron                                              |
| Chapelle du monastère des Clarisses de Saint-Nizier                                           | Voreppe                          |                                                  | 45° 18′ 02″ nord, 5° 38′ 33″ est |                |                                                              |      | Image manquante Téléverser                                                   |
| Chapelle du Sacré-Cœur de l'petit séminaire de Voreppe                                        | Voreppe                          |                                                  | 45° 17′ 37″ nord, 5° 38′ 02″ est |                |                                                              |      | Image manquante Téléverser                                                   |
| Chapelle Saint-Froussou dite aussi chapelle de Françon de Voreppe                             | Voreppe                          |                                                  | 45° 18′ 04″ nord, 5° 38′ 05″ est |                |                                                              |      | Image manquante Téléverser                                                   |
| Chapelle Notre-Dame-de-la-Salette de Sanissard                                                | Vourey                           |                                                  | 45° 19′ 23″ nord, 5° 30′ 42″ est |                |                                                              |      | Image manquante Téléverser                                                   |
| Chapelle Notre-Dame-des-Sept-Douleurs, Notre-Dame-de-Pitié-et-Saint-Sébastien du Sellier      | Vénosc                           |                                                  | 44° 59′ 22″ nord, 6° 07′ 02″ est |                |                                                              |      | Image manquante Téléverser                                                   |
| Chapelle Saint-Claude des Deux Alpes                                                          | Vénosc                           |                                                  | 45° 00′ 12″ nord, 6° 07′ 22″ est |                |                                                              |      | Image manquante Téléverser                                                   |
| Chapelle Saint-Claude-et-Saint-Louis de la Danchère                                           | Vénosc                           |                                                  | 44° 59′ 20″ nord, 6° 04′ 45″ est |                |                                                              |      | Image manquante Téléverser                                                   |
| Chapelle Saint-Sauveur et de la Transfiguration de Bourg-d'Arud                               | Vénosc                           |                                                  | 44° 59′ 08″ nord, 6° 07′ 24″ est |                |                                                              |      | Image manquante Téléverser                                                   |